# نوينشتات أم كوخر
نوين اشتات أم كوخر (بالألمانية: Neuenstadt am Kocher) هي مدينة وبلدة ألمانية تقع في ألمانيا في بادن-فورتمبيرغ. يقدر عدد سكانها بـ 9,553 نسمة .

## المدن التوأمة
مدينة هي مدينة توأمة لـنوين اشتات آم كوخر.